# Claude Mauriac
Claude Mauriac (Parigi, 25 aprile 1914 – Parigi, 22 marzo 1996) è stato uno scrittore, saggista e drammaturgo francese.

## Biografia

### Gli inizi
Figlio primogenito di François Mauriac (i fratelli più giovani sono: Claire, Luce e Jean), Claude Mauriac nasce a Parigi e vi compie gli studi. Si lega a Jean Davray, Henri Troyat, Michelle Maurois, Jean Bassan e Claude Guy. Dopo il baccalaureato, segue studi di diritto, fino ad ottenere il dottorato. Ma soprattutto, grazie alle relazioni del padre, entra nel milieu mondano, politico, letterario e artistico di Parigi. Conosce Marcel Jouhandeau, André Gide, Jean Cocteau (intellettuali sui quali scriverà in seguito); perciò si orienta prestissimo verso la scrittura.
Questa passione per lo scrivere si realizza subito in un diario: cominciato nel 1925 (a meno di dodici anni), interrotto e poi ripreso nel 1927, diverrà quotidiano dal 1930 al 1940, poi proseguirà con qualche intermittenza per tutta la vita. Ma si afferma anche nel giornalismo e nella produzione letteraria, con articoli in La Flèche, e saggi su scrittori che frequenta come Jouhandeau (Introduction à une mystique de l’enfer, 1938) o Cocteau (Cocteau ou la vérité du mensonge, 1945).

### Il rapporto con de Gaulle
Durante l'occupazione (1940-1944), Claude Mauriac rimane a Parigi e, per guadagnarsi da vivere, lavora alla Corporation paysanne, continuando le sue frequentazioni mondane e letterarie. Al momento della Liberazione, nell'agosto 1944, presentato dall'amico Claude Guy, diventa segretario particolare di Charles de Gaulle, incarico che proseguirà fino al 1948, allorché il generale si ritira a Colombey-les-Deux-Églises. Mauriac si può definire come un "gollista" di sinistra, provando in tutti i modi di salvaguardare la propria indipendenza di pensiero. È così che è condotto a creare e dirigere la rivista Liberté de l’esprit, all'interno del movimento gollista (1949-1953). Nel suo primo numero, nel febbraio 1949, Liberté de l’esprit pubblica testi specialmente di André Malraux, Max-Pol Fouchet, Jean Amrouche, Roger Nimier, Jean Lescure, Stanislas Fumet e Gaëtan Picon. A questi nomi se ne aggiungeranno altri nei numeri successivi, tra i quali Raymond Aron, Roger Caillois, Pierre Jean Jouve, Pascal Pia, Thierry Maulnier, Léopold Sédar Senghor.
Nello stesso periodo inizia una collaborazione con Le Figaro, con una rubrica regolare (La Semaine d’un Parisien), firmata come Grippe-Soleil. In seguito, per il Figaro littéraire redige la cronaca settimanale del cinema. Pubblicherà una scelta di questi articoli in L’Amour du cinéma (1954) e Petite littérature du cinéma (1957). Continua anche a produrre saggi su scrittori che ammira: André Malraux ou le mal du héros, André Breton.
Nel 1957, Claude Mauriac si cimenta con l'esperienza del romanzo:Toutes les femmes sont fatales (1957), Le Dîner en ville (1959, che riceve il Prix Médicis), La Marquise sortit à cinq heures (1961) e L'Agrandissement (1963). Raggruppa questi romanzi sotto il titolo generale di Le Dialogue intérieur. Le ricerche formali che vi introduce lo faranno accostare al nouveau roman, ciò che spiega la sua presenza su una celebre foto di gruppo presa davanti a les Éditions de Minuit, nel 1959. È in quest'epoca che conia il concetto d'alittérature, al quale dedica due opere: L'Alittérature contemporaine (1958) e De la littérature à l’alittérature (1969).

### Gli ultimi anni
Dopo la morte del padre, il 1 settembre 1970, che precede di poco quella del generale de Gaulle, si impegna in quella che sarà la sua opera più grande: Le Temps immobile, montaggio quasi cinematografico di frammenti datati del suo Diario. Sotto questo titolo generico ne pubblicherà dieci volumi, dal 1972 al 1986. Se l'opera abbonda di personaggi celebri e lumeggia gli stati d'animo dell'autore, persegue anche un disegno più nascosto: far intravedere una certa concezione del tempo che si potrebbe dire mistica e che appare più chiaramente in un volume scritto ai margini della serie, ma che ne costituisce la chiave: L'Éternité parfois.
Il minuzioso lavoro richiesto da questa singolare opera non impedisce a Claude Mauriac di proseguire la sua creazione letteraria negli altri ambiti: pièces teatrali, messe in scena da Nicolas Bataille e Laurent Terzieff, e romanzi, che raggruppa sotto il titolo generale Les Infiltrations de l’invisible. Giornalista, membro di giurie di premi letterari, si impegna in favore dei carcerati, dei baraccati e degli immigrati al fianco di figure come Michel Foucault, Gilles Deleuze e Xavier Emmanuelli. Se ne trovano le tracce specialmente in un'opera Une certaine rage (1977).
La decisione di concludere Le Temps immobile con L'Oncle Marcel (1988), lascia Claude Mauriac in una difficile situazione interiore. Inoltre, soffre numerosi dispiaceri, quali la coscienza di invecchiare, la morte dell'amico Michel Foucault, l'insuccesso degli ultimi romanzi. Si risolve allora a una pubblicazione più lineare e meno voluminosa del suo Journal; ne sortiranno i quattro libri del Temps accompli, dei quali l'ultimo uscirà qualche giorno dopo la sua morte.
Si spegne nella sua casa del Quai de Béthune il 22 marzo 1996. È sepolto al cimitero di Montparnasse.

## Opere

### Diario
- Le Temps immobile (Prix Marcel Proust)[7]
  - Le Temps immobile 1, (Grasset, 1974; Le Livre de poche, 1983
  - Le Temps immobile 2 (Les Espaces imaginaires), Grasset, 1975; Le Livre de Poche, 1985
  - Le Temps immobile 3 (Et comme l'espérance est violente), Grasset, 1976; Le Livre de Poche, 1986
  - Le Temps immobile 4 (La Terrasse de Malagar), Grasset, 1977; Le Livre de Poche, 1987
  - Le Temps immobile 5 (Aimer de Gaulle), Grasset, 1978; Le Livre de Poche, 1988
  - Le Temps immobile 6 (Le Rire des pères dans les yeux des enfants), Grasset, 1981; Le Livre de Poche, 1989
  - Le Temps immobile 7 (Signes, rencontres et rendez-vous), Grasset, 1983; Le Livre de Poche, 1990
  - Le Temps immobile 8 (Bergère ô tour Eiffel), Grasset, 1985; Le Livre de Poche, 1991
  - Le Temps immobile 9 (Mauriac et fils), Grasset, 1986; Le Livre de Poche, 1992
  - Le Temps immobile 10 (L'Oncle Marcel), Grasset, 1988; Le Livre de Poche, 1993
  - Conversations avec André Gide, (Albin Michel, 1951; nuova edizione riveduta e ampliata 1990
    - Conversazioni con André Gide, trad. di Margherita Caporaso, Lucarini, cop. Roma 1991.

  - Une amitié contrariée, Grasset, 1970
  - Une certaine rage, Robert Laffont, 1977
  - L'Éternité parfois, Pierre Belfond, 1978
  - Laurent Terzieff, Stock, 1980
  - Qui peut le dire?, L'Âge d'Homme, 1985
- Le Temps accompli
  - Le Temps accompli 1, Grasset, 1991
  - Le Temps accompli 2 (Histoire de ne pas oublier. Journal 1938), Grasset, 1992
  - Le Temps accompli 3 (Le Pont du secret), Grasset, 1993
  - Le Temps accompli 4 (Travaillez quand vous avez encore la lumière), postumo, Grasset, 1996

### Romanzi
- Le Dialogue intérieur
  - Toutes les femmes sont fatales, Albin Michel, 1957; Le Livre de Poche, 1971
  - Le Dîner en ville, Albin Michel, 1959; Le Livre de Poche, 1973 ; Folio, 1985 (Prix Médicis 1959)
    - Invito a pranzo, trad. di R. Arienta, Feltrinelli, Milano 1961.

  - La Marquise sortit à cinq heures, Albin Michel, 1961; Folio, 1984
  - L'Agrandissement, Albin Michel, 1963

- Les Infiltrations de l'invisible
  - L'Oubli, Grasset, 1966
  - Le Bouddha s'est mis à trembler, Grasset, 1979
  - Un cœur tout neuf, Grasset, 1980
  - Radio Nuit, Grasset, 1982
  - Zabé, Gallimard, 1984; Folio, 1993
  - Trans-Amour-Étoiles, Grasset, 1989
  - Journal d'une ombre, Sables, 1992

- con lo pseudonimo Harriet Pergoline[8]
  - Le Fauteuil Rouge, Flammarion, 1990

### Teatro
- La Conversation, Grasset, 1964.
- Théâtre (La Conversation ; Ici, maintenant ; Le Cirque ; Les Parisiens du dimanche ; Le Hun), Grasset, 1968

### Saggistica
- Introduction à une mystique de l'enfer, Grasset, 1938
- Jean Cocteau ou la Vérité du mensonge, Odette Lieutier, 1945
- Aimer Honoré de Balzac|, La Table Ronde, 1945
- La Trahison d'un clerc, La Table Ronde, 1945
- Malraux ou le mal du héros, Grasset, 1946
- André Breton, Éditions de Flore, 1949 ; Grasset, 1970 (Prix Sainte-Beuve 1949)
- Marcel Proust par lui-même,  "Écrivains de toujours", Le Seuil, 1953
  - Proust, traduzione di Franca De Angelis, S.E.I., Torino 1974
- Hommes et idées d'aujourd'hui, Albin Michel, 1953
- L'Amour du cinéma, Albin Michel, 1954
- Petite littérature du cinéma, Le Cerf, 1957
- L'Alittérature contemporaine, Albin Michel, 1958 e 1969
- De la littérature à l'alittérature, Grasset, 1969
- Quand le temps était mobile, Bartillat, 2008

## Principali premi letterari
- 1954 - Prix Sainte-Beuve per il saggio su André Breton,
- 1959 - Prix Médicis per Le Dîner en ville.
- 1988 - Prix Marcel Proust per Le Temps immobile